# Stanislav Přibyl

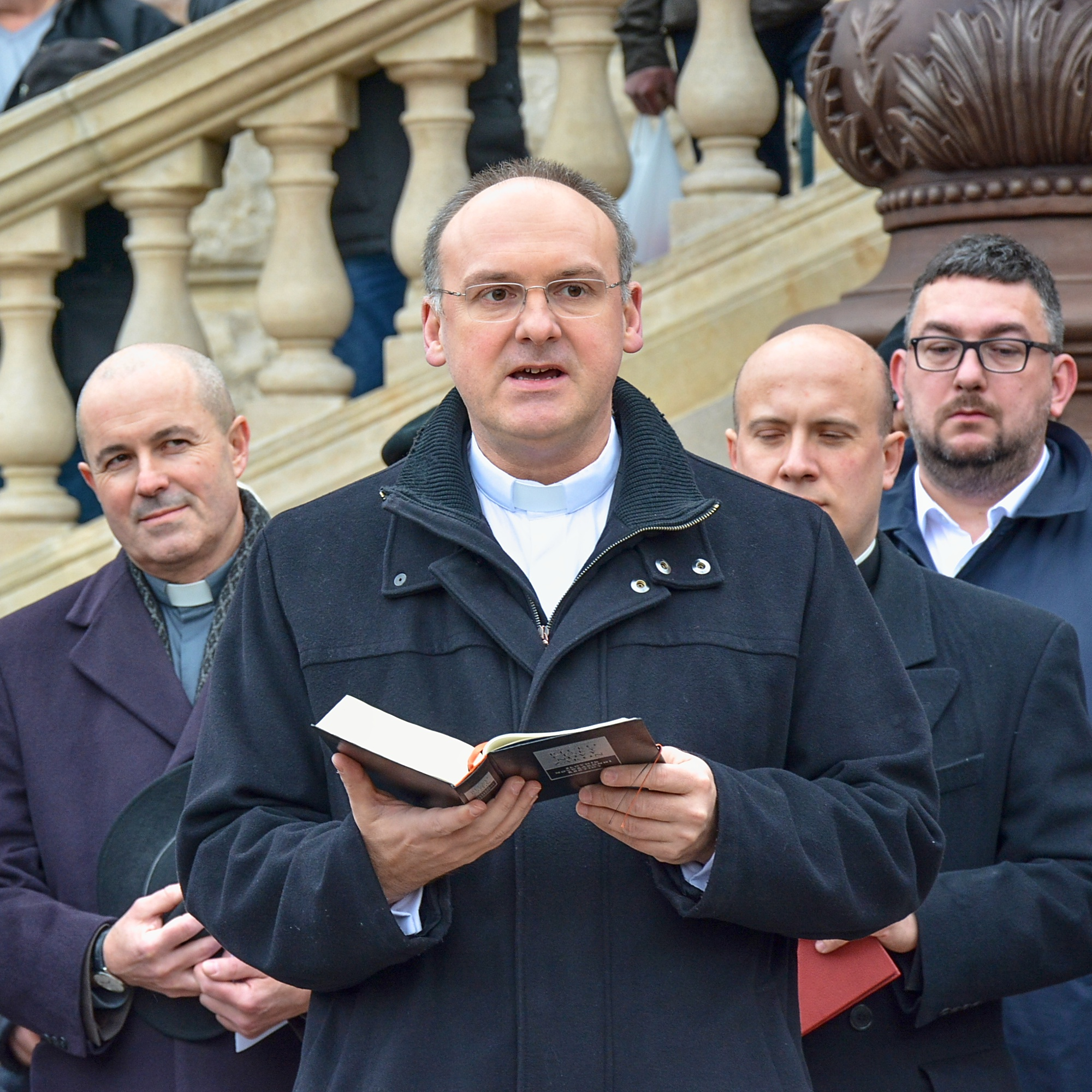
Stanislav Přibyl (2019)

Wappen von Stanislav Přibyl

Stanislav Přibyl CSsR (* 16. November 1971 in Prag-Strašnice) ist ein tschechischer römisch-katholischer Ordensgeistlicher und Bischof von Leitmeritz.

## Leben
Stanislav Přibyl absolvierte die Fachoberschule für Vermessungswesen, an der er 1990 die Matura erwarb. Als Oberschüler war der musikalisch Begabte ab 1985 in verschiedenen Prager Pfarreien, vor allem in seiner Heimatpfarrei Strašnice als Organist tätig. Nach dem Schulabschluss trat er 1990 im polnischen Lubaszowa der Ordensgemeinschaft der Redemptoristen bei und legte nach dem Noviziat 1991 die erste Profess ab. Von 1991 bis 1996 studierte er an der theologischen Fakultät der Karls-Universität und absolvierte gleichzeitig die Ausbildung am Erzbischöflichen Seminar in Prag. Er legte 1995 die ewige Profess ab und empfing am 22. Juni 1996 das Sakrament der Priesterweihe. Er war anschließend in der Wallfahrts- und Pfarrseelsorge am Marienheiligtum von Svatá Hora tätig, bis 1999 als Kaplan und anschließend bis 2008 als Pfarrer. Von 2002 bis 2011 war er Provinzial der Prager Redemptoristenprovinz. Von 2004 bis 2008 war er Direktor der Prager Dözesancaritas. In dieser Funktion organisierte er auch den Bau eines Krankenhauses in Uganda. 2008 wurde er Mitglied des Priesterrates im Erzbistum Prag. An der Katholisch-Theologischen Fakultät der Prager Karls-Universität erwarb er 2012 das Lizenziat in Theologie und wurde zwei Jahre später promoviert. Ab 2016 studierte er Kunstgeschichte an der Philosophischen Fakultät der Karlsuniversität.
Von 2009 bis 2016 war er Generalvikar des Bistums Leitmeritz. Ab 2016 war er Generalsekretär der Tschechischen Bischofskonferenz. Ab Februar 2014 war er Pfarradministrator der Pfarreien Horní Police, Jezvé und Žandov. 2019 schloss er sein Masterstudium in Finanzen und Management an der Fakultät für Sozial- und Wirtschaftswissenschaften der Jan-Evangelista-Purkyně-Universität Ústí nad Labem ab. Im August 2021 wurde er zum Rektor der Kirche Unserer Lieben Frau von der Immerwährenden Hilfe in der Prager Kleinseite ernannt. Ab 2021 gehörte er außerdem dem nationalen Vorbereitungsteam für die Weltsynode zur Synodalität an.
Papst Franziskus ernannte ihn am 23. Dezember 2023 zum Bischof von Leitmeritz. Die Bischofsweihe spendete ihm der Erzbischof von Prag, Jan Graubner, am 2. März des folgenden Jahres in der Kathedrale St. Stephan in Leitmeritz. Mitkonsekratoren waren sein Amtsvorgänger Jan Baxant und der Bischof von Eichstätt, Gregor Maria Hanke OSB.

## Schriften
- Panna Maria Matka ustavičné pomoci, 2009, ISBN 978-80-7195-320-3
- Právní situace litoměřické diecéze v letech 1989–2010, 2015, ISBN 978-802463-100-4
- Karlův most, 2019, ISBN 978-80-71958-89-5
- Do Říma se svatou Anežkou, 2019, ISBN 978-80-75661-45-6
- Mariánský sloup: V souvislostech víry a ducha, Poutník edition 2020, ISBN 978-80-75661-80-7
- Kanonické manželské právo, 2021, ISBN 978-80-88353-14-0